# Leonard Wiedh
Johan Leonard Wiedh född Larsson 6 april 1866 i Ransäter Värmland, död 25 februari 1938 i Dragsmark, var en svensk målare och far till konstnären Anshelm Wiedh.
Wiedh studerade konst i Danmark samt bedrev privata studier för olika konstnärer i Sverige. Han har ställt ut i Arfvedssons konsthandels utställningar i Stockholm och landsorten. 
Bland hans offentliga arbeten märks altartavlan i Smedjebackens kyrka 1903.
Hans konst består till stor del av marinmotiv, kustlandskap från västkusten och porträtt. Han kopierade en rad gamla familjeporträtt för ätten Mannerheim.